# ݘ
Ḥā trois points suscrits vers le haut ‹ ݘ › est une lettre additionnelle de l’alphabet arabe proposée durant des ateliers organisés par l’Isesco dans les années 1980. Elle est composée d’un ḥā ‹ ح › diacrité de trois points souscrits en triangle pointant vers le haut.

## Utilisation
Cette lettre a été proposée, durant des ateliers organisés par l’Isesco dans les années 1980, pour transcrire une consonne affriquée palato-alvéolaire sourde /tʃ/ dans l’écriture du zarma-songhoy, transcrite avec un c ‹ c › dans l’alphabet latin.